# Stillehavsmesterskabet i curling 2009
Stillehavsmesterskabet i curling 2009 var det 19. Stillehavsmesterskab i curling for herre- og kvindelandshold. Mesterskabet blev afviklet den 12. – 19. november 2009 i SCAP Karuizawa Arena i Karuizawa, Japan, og der var tilmeldt fem kvinde- og seks herrehold.
Både kvindernes og mændenes turnering blev vundet af Kina foran Japan og Sydkorea.
Ud over titlen som Stillehavsmester spillede både kvinderne og herrerne om to pladser ved VM 2010.

## Mænd

### Grundspil
De seks hold spillede en dobbeltturnering, og de fire bedste hold går videre til semifinalerne.
| Dato   | Tid   | Kampe                 | Kampe | Kampe                 | Kampe | Kampe                    | Kampe |
| ------ | ----- | --------------------- | ----- | --------------------- | ----- | ------------------------ | ----- |
| 12.11. | 19:30 | Japan - New Zealand   | 9-3   | Sydkorea - Australien | 9-6   | Kina - Taiwan            | 8-7   |
| 13.11. | 12:00 | New Zealand - Kina    | 5-8   | Japan - Australien    | 11-4  | Sydkorea - Taiwan        | 9-6   |
| 13.11. | 20:00 | Sydkorea - Kina       | 5-9   | Taiwan - Japan        | 8-9   | New Zealand - Australien | 4-2   |
| 14.11. | 14:30 | New Zealand - Taiwan  | 9-3   | Australien - Kina     | 3-8   | Japan - Sydkorea         | 9-3   |
| 15.11. | 8:00  | Kina - Japan          | 7-6   | Australien - Taiwan   | 7-6   | New Zealand - Sydkorea   | 1-8   |
| 15.11. | 16:00 | Australien - Sydkorea | 9-5   | New Zealand - Japan   | 4-7   | Taiwan - Kina            | 2-8   |
| 16.11. | 8:00  | Kina - New Zealand    | 9-5   | Taiwan - Sydkorea     | 9-4   | Australien - Japan       | 2-10  |
| 16.11. | 16:00 | Japan - Taiwan        | 8-0   | Kina - Sydkorea       | 8-6   | Australien - New Zealand | 8-4   |
| 17.11. | 8:00  | Taiwan - New Zealand  | 4-8   | Sydkorea - Japan      | 7-8   | Kina - Australien        | 8-6   |
| 17.11. | 16:00 | Taiwan - Australien   | 8-9   | Japan - Kina          | 6-8   | Sydkorea - New Zealand   | 7-3   |

| Plac. | Hold        | Vundne | Tabte |
| ----- | ----------- | ------ | ----- |
| 1.    | Kina        | 10     | 0     |
| 2.    | Japan       | 8      | 2     |
| 3.    | Sydkorea    | 4      | 6     |
| 4.    | Australien  | 4      | 6     |
| 5.    | New Zealand | 3      | 7     |
| 6.    | Taiwan      | 1      | 9     |

### Slutspil
Semifinalerne havde deltagelse af de fire bedste hold fra grundspillet. I de to semifinaler mødtes grundspillets nr. 1 og 4 hhv. nr. 2 og 3. Hver semifinale blev afviklet som en serie bedst af fem kampe, hvor holdenes to indbyrdes opgør fra grundspillet betragtedes som seriens første to kampe. Vinderne af de to semifinaler gik videre til finalen, mens de to tabere gik videre til bronzekampen.
Semifinaleserierne blev afviklet den 18. november, mens bronzekamp og finale blev spillet den 19. november.

#### Semifinaler
Den ene semifinaleserie var en opgør mellem Kina, der sluttede grundspillet på førstepladsen, og grundspillets nr. 4, Australien. Kina havde vundet holdenes to indbyrdes opgør i grundspillet (8-3 og 8-6) og startede dermed serien med en føring på 2-0 i kampe. Kina vandt også den første semifinalekamp med 8-5 og sikrede sig dermed den samlede sejre i semifinaleserien med 3-0 i kampe.
| Semifinale 3/5 | Semifinale 3/5 |  | 1 | 2 | 3 | 4 | 5 | 6 | 7 | 8 | 9 | 10 | EE |  | Total |
| -------------- | -------------- |  | - | - | - | - | - | - | - | - | - | -- | -- |  | ----- |
| Australien     |                |  | 0 | 2 | 0 | 1 | 0 | 1 | 0 | 0 | 1 | 0  | -  |  | 5     |
| Kina           |                |  | 2 | 0 | 2 | 0 | 2 | 0 | 1 | 0 | 0 | 1  | -  |  | 8     |

Den anden semifinale stod mellem grundspillets nr. 2 og 3, Japan og Sydkorea. Japan havde vundet begge de to holds indbyrdes opgør i grundspillet (9-3 og 8-7) og indledte dermed semifinaleserien med en føring på 2-0 i kampe. Japanerne vandt også den første semifinalekamp, og dermed gik de videre til finalen med 3-0 i kampe, mens Sydkorea måtte tage til takke med at spille bronzekamp.
| Semifinale 3/5 | Semifinale 3/5 |  | 1 | 2 | 3 | 4 | 5 | 6 | 7 | 8 | 9 | 10 | EE |  | Total |
| -------------- | -------------- |  | - | - | - | - | - | - | - | - | - | -- | -- |  | ----- |
| Sydkorea       |                |  | 0 | 1 | 0 | 1 | 0 | 1 | 0 | 1 | 0 | X  | -  |  | 4     |
| Japan          |                |  | 2 | 0 | 1 | 0 | 3 | 0 | 1 | 0 | 1 | X  | -  |  | 8     |

#### Bronzekamp
Bronzekampen mellem de to tabere af semifinalerne blev vundet af Sydkorea, der besejrede Australien med 8-7. Australien var ellers foran med 7-4 inden sidste ende, hvor sydkoreanerne imidlertid formåede at score 4 point. Det var kun fjerde gang i mesterskabets historie at Sydkorea opnåede en placering blandt de tre bedste, mens Australien efter 17 år i træk på medaljeskamlen nu for andet år i træk måtte se sig henvist til en sekundær placering.
| Bronzekamp | Bronzekamp |  | 1 | 2 | 3 | 4 | 5 | 6 | 7 | 8 | 9 | 10 | EE |  | Total |
| ---------- | ---------- |  | - | - | - | - | - | - | - | - | - | -- | -- |  | ----- |
| Sydkorea   |            |  | 0 | 0 | 1 | 0 | 2 | 0 | 1 | 0 | 0 | 4  | -  |  | 8     |
| Australien |            |  | 1 | 0 | 0 | 3 | 0 | 1 | 0 | 1 | 1 | 0  | -  |  | 7     |

#### Finale
Finalen blev vundet af Kina, der besejrede Japan med 8-3. Kampen blev reelt afgjort i 6. ende, hvor kineserne scorede fire point. Kina sikrede sig dermed Stillehavsmester-titlen for mænd for tredje år i træk, mens Japan vandt sølvmedaljer for 11. gang i turneringens historie.
| Finale | Finale |  | 1 | 2 | 3 | 4 | 5 | 6 | 7 | 8 | 9 | 10 | EE |  | Total |
| ------ | ------ |  | - | - | - | - | - | - | - | - | - | -- | -- |  | ----- |
| Kina   |        |  | 1 | 1 | 1 | 0 | 0 | 4 | 1 | 0 | X | X  | -  |  | 8     |
| Japan  |        |  | 0 | 0 | 0 | 2 | 0 | 0 | 0 | 1 | X | X  | -  |  | 3     |

### Medaljevindere
| Guld                                                       | Sølv                                                                            | Bronze                                                                 |
| ---------------------------------------------------------- | ------------------------------------------------------------------------------- | ---------------------------------------------------------------------- |
| Kina                                                       | Japan                                                                           | Sydkorea                                                               |
| Wang Fengchun Liu Rui Xu Xiaoming Li Hongchen Zong Jialing | Yusuke Morozumi Tetsuro Shimizu Tsuyoshi Yamaguchi Kosuke Morozumi Hayato Satoh | Chang Min Kim Min Chan Kim Myung Sup Lim Tae Yeon Jeong Se Hyeon Seong |

## Kvinder

### Grundspil
De fem hold spillede en dobbeltturnering, og de fire bedste hold gik videre til slutspillet.
| 12.11. | 19:30 | Sydkorea - New Zealand | 11-4 | Australien - Kina        | 1-14 |
| 13.11. | 8:00  | Kina - Sydkorea        | 7-5  | Australien - Japan       | 1-9  |
| 13.11. | 16:00 | Kina - Japan           | 11-7 | New Zealand - Australien | 8-7  |
| 14.11. | 10:00 | Sydkorea - Japan       | 5-7  | Kina - New Zealand       | 9-3  |
| 14.11. | 19:00 | Japan - New Zealand    | 4-8  | Sydkorea - Australien    | 7-5  |
| 15.11. | 12:00 | New Zealand - Sydkorea | 4-7  | Kina - Australien        | 9-2  |
| 15.11. | 20:00 | Japan - Australien     | 7-3  | Sydkorea - Kina          | 2-9  |
| 16.11. | 12:00 | Japan - Kina           | 7-5  | Australien - New Zealand | 11-8 |
| 16.11. | 20:00 | New Zealand - Kina     | 5-8  | Japan - Sydkorea         | 9-3  |
| 17.11. | 12:00 | Australien - Sydkorea  | 3-10 | New Zealand - Japan      | 1-12 |

| Plac. | Hold        | Vundne | Tabte |
| ----- | ----------- | ------ | ----- |
| 1.    | Kina        | 7      | 1     |
| 2.    | Japan       | 6      | 2     |
| 3.    | Sydkorea    | 4      | 4     |
| 4.    | New Zealand | 2      | 6     |
| 5.    | Australien  | 1      | 7     |

### Slutspil
Semifinalerne havde deltagelse af de fire bedste hold fra grundspillet. I de to semifinaler mødtes grundspillets nr. 1 og 4 hhv. nr. 2 og 3. Hver semifinale blev afviklet som en serie bedst af fem kampe, hvor holdenes to indbyrdes opgør fra grundspillet betragtedes som seriens første to kampe. Vinderne af de to semifinaleserie gik videre til finalen, mens de to tabere gik videre til bronzekampen.
Semifinaleserierne blev afviklet den 18. november, mens bronzekamp og finale blev spillet den 19. november.

#### Semifinaler
Den ene semifinaleserie var en opgør mellem Kina, der sluttede grundspillet på førstepladsen, og grundspillets nr. 4, New Zealand. Kina havde vundet holdenes to indbyrdes opgør i grundspillet (9-3 og 8-5) og startede dermed serien med en føring på 2-0 i kampe.
New Zealand vandt den første semifinalekamp med 8-6 og reducerede dermed til 1-2 i kampe, men efterfølgende vandt Kina den anden semifinalekamp og sikrede sig dermed sejren i semifinaleserien med 3-1 i kampe.
| Semifinale 3/5 | Semifinale 3/5 |  | 1 | 2 | 3 | 4 | 5 | 6 | 7 | 8 | 9 | 10 | EE |  | Total |
| -------------- | -------------- |  | - | - | - | - | - | - | - | - | - | -- | -- |  | ----- |
| New Zealand    |                |  | 0 | 0 | 2 | 3 | 0 | 0 | 3 | 0 | 0 | X  | -  |  | 8     |
| Kina           |                |  | 2 | 1 | 0 | 0 | 0 | 1 | 0 | 1 | 1 | X  | -  |  | 6     |

| Semifinale 4/5 | Semifinale 4/5 |  | 1 | 2 | 3 | 4 | 5 | 6 | 7 | 8 | 9 | 10 | EE |  | Total |
| -------------- | -------------- |  | - | - | - | - | - | - | - | - | - | -- | -- |  | ----- |
| Kina           |                |  | 2 | 0 | 2 | 1 | 1 | 2 | 0 | 2 | X | X  | -  |  | 10    |
| New Zealand    |                |  | 0 | 1 | 0 | 0 | 0 | 0 | 2 | 0 | X | X  | -  |  | 3     |

Den anden semifinale stod mellem grundspillets nr. 2 og 3, Japan og Sydkorea. Japan havde vundet begge de to holds indbyrdes opgør i grundspillet (7-5 og 9-3) og indledte dermed semifinaleserien med en føring på 2-0 i kampe. Japanerne vandt også den første semifinalekamp, og dermed gik de videre til finalen med 3-0 i kampe, mens Sydkorea måtte tage til takke med at spille bronzekamp. Dermed fik Japan revanche for nederlaget til netop Sydkorea i semifinalen året før.
| Semifinale 3/5 | Semifinale 3/5 |  | 1 | 2 | 3 | 4 | 5 | 6 | 7 | 8 | 9 | 10 | EE |  | Total |
| -------------- | -------------- |  | - | - | - | - | - | - | - | - | - | -- | -- |  | ----- |
| Sydkorea       |                |  | 1 | 0 | 2 | 0 | 1 | 0 | 0 | 1 | 1 | 0  | -  |  | 6     |
| Japan          |                |  | 0 | 1 | 0 | 2 | 0 | 3 | 1 | 0 | 0 | 1  | -  |  | 8     |

#### Bronzekamp
Bronzekampen mellem de to tabere af semifinalerne blev vundet af Sydkorea, der besejrede New Zealand med 8-5. Dermed vandt Sydkorea bronzemedaljer for femte gang i mesterskabets historie, mens New Zealand blev nr. 4 for andet år i træk.
| Bronzekamp  | Bronzekamp |  | 1 | 2 | 3 | 4 | 5 | 6 | 7 | 8 | 9 | 10 | EE |  | Total |
| ----------- | ---------- |  | - | - | - | - | - | - | - | - | - | -- | -- |  | ----- |
| New Zealand |            |  | 0 | 1 | 2 | 0 | 0 | 1 | 0 | 0 | 1 | 0  | -  |  | 5     |
| Sydkorea    |            |  | 2 | 0 | 0 | 1 | 1 | 0 | 2 | 1 | 0 | 1  | -  |  | 8     |

#### Finale
Kina vandt finalen over Japan med 10-3 og sikrede sig dermed Stillehavsmester-titlen for fjerde år i træk. Japan vandt sølvmedaljer for tredje gang i mesterskabets historie.
|       |  |  | 1 | 2 | 3 | 4 | 5 | 6 | 7 | 8 | 9 | 10 | EE |  | Total |
| ----- |  |  | - | - | - | - | - | - | - | - | - | -- | -- |  | ----- |
| Kina  |  |  | 2 | 0 | 3 | 0 | 1 | 1 | 1 | 2 | X | X  | -  |  | 10    |
| Japan |  |  | 0 | 1 | 0 | 2 | 0 | 0 | 0 | 0 | X | X  | -  |  | 3     |

### Medaljevindere
| Guld                                                 | Sølv                                                               | Bronze                                                       |
| ---------------------------------------------------- | ------------------------------------------------------------------ | ------------------------------------------------------------ |
| Kina                                                 | Japan                                                              | Sydkorea                                                     |
| Wang Bingyu Liu Yin Yue Qinghuang Zhou Yan Liu Jirli | Moe Meguro Anna Ohmiya Mari Motohashi Kotomi Ishizaki Mayo Yamaura | Kim Yeomyeong Kim Jisuk Kang Yoori Park Mina Kyeong Eunjeong |